# Charley Quinol
 (octobre 2018).
 (novembre 2017).
Charley Quinol est un karatéka spécialiste du style kyokushinkai, né le 6 mai 1977 à Pointe-à-Pitre en Guadeloupe. Il mesure 1,83 m pour 130 kg et est médaillé de bronze aux championnats du monde KWF Kyokushinkai à Tokyo au Japon, trois fois champion d'Europe KWF, quintuple champion de France.

## Parcours

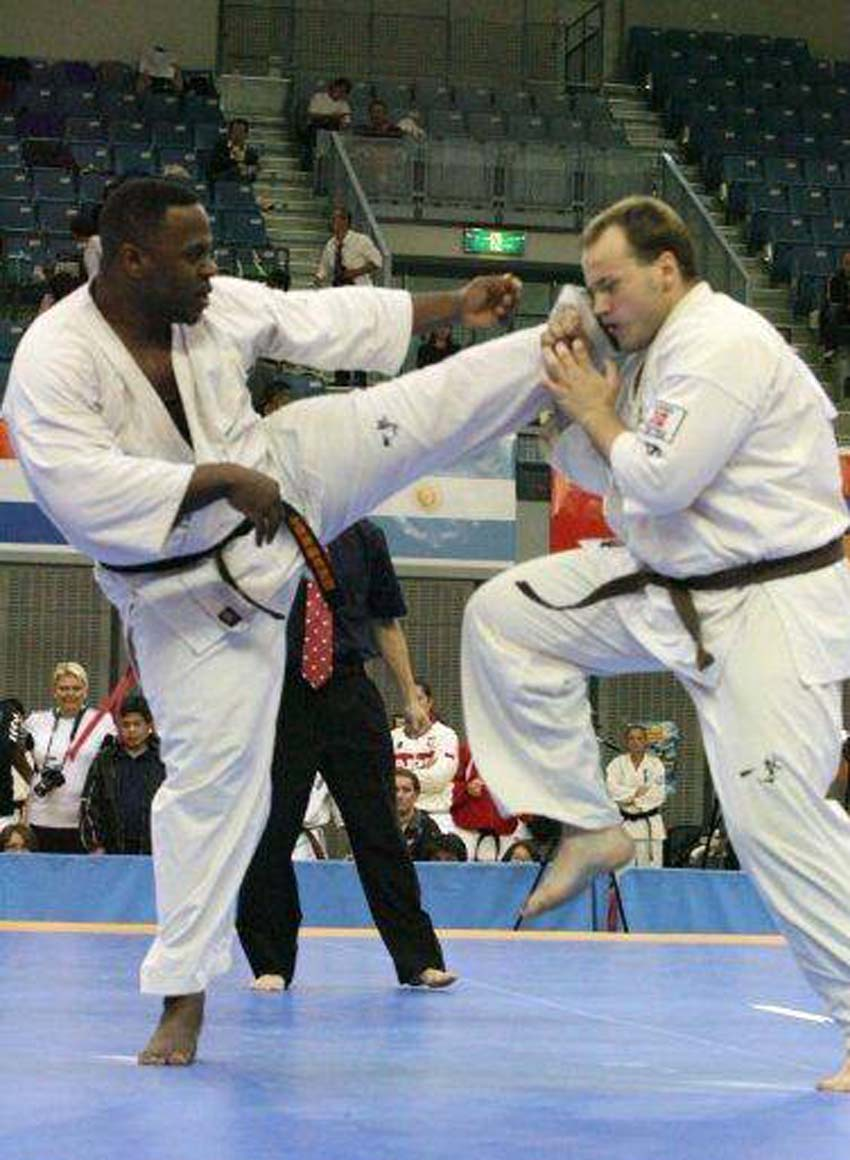
Championnats du monde KWF à Tokyo au Japon.

Charley Quinol grandit en Guadeloupe à Morne-à-l'Eau. Après l’obtention de son baccalauréat en comptabilité et gestion, il quitte son île pour la métropole et Paris afin de poursuivre ses études. À quinze ans, ses parents l'inscrivent au club de karaté Mornalien de Oyama avec le Sensei Plaisance et comme instructeur Gérold Sergius où il découvre le kyokushinkai, activité à laquelle il se consacre définitivement à l’âge de 26 ans, en dépit de son intérêt pour le basket-ball. Il pratique alors le kyokushinkai au Club de Paris 17, dans le 17e arrondissement à Porte de Clichy dans un premier temps, pour ensuite rejoindre le Cercle Kibuban Paris 12, Club de Jean Château, avec comme instructeur Lucian Gogonel à l’époque. Il intègre ainsi l'élite du kyokushin national au sein de la Team France F.K.O.K.
Il remporte ses titres nationaux consécutivement en « senior + » (vétéran 1) « poids lourds » à l’occasion de la coupe de France kyokushinkai 2013, 2014, 2015, 2016 et 2017 à Paris.

## Champion d'Europe
Il honore une première sélection en équipe de France lors d'un championnat international à l'occasion des championnats d'Europe de Kyokushinkai (IKO 1) à Bucarest en Roumanie en 2010 où il remporte une médaille de bronze, s'inclinant en demi-finale face au futur vainqueur, le champion du monde bulgare Damyanov qui s'impose sur décision en prolongation.

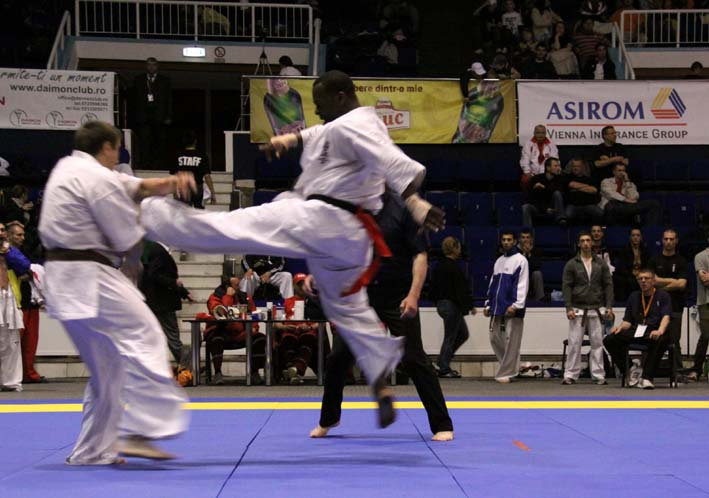
championnats d'Europe Kyokushinkai 2010 en Roumanie.

Dès la saison suivante, il représente l'équipe de France à l’occasion du championnat d’Europe de kyokushinkai Open à Gorzow en Pologne. En seniors, il domine ses premiers combats, face à un Polonais puis un Suisse. Il s'échoue en demi-finale face à l'Espagnol Pablo Estensoro. Lors de l'année 2013, lors de la 27e édition du championnat d’Europe de kyokushin qui se déroule à Legnica en Pologne, Charley Quinol combat en « senior + » dans la catégorie super-lourds. Il dispute la finale face au Polonais Robert Solniczek. Mais avec un tate tsuki puis un gedan mawashi geri, le sociétaire du Kibukan bat son adversaire pour décrocher une médaille d'or. Il devient ainsi champion d’Europe pour la première fois de sa carrière. Charley Quinol conserve son titre de champion d’Europe l’année suivante à Vólos en Grèce.
En 2017, Charley Quinol qui participe pour la troisième fois aux championnats d’Europe dans la catégorie des super-lourds, remporte l’ensemble de ses combats éliminatoires. Sa finale l’oppose au Polonais Mariusz. Il remporte son troisième titre européen.

## Médaille de bronze au premier championnat du monde de kyokushin au Japon

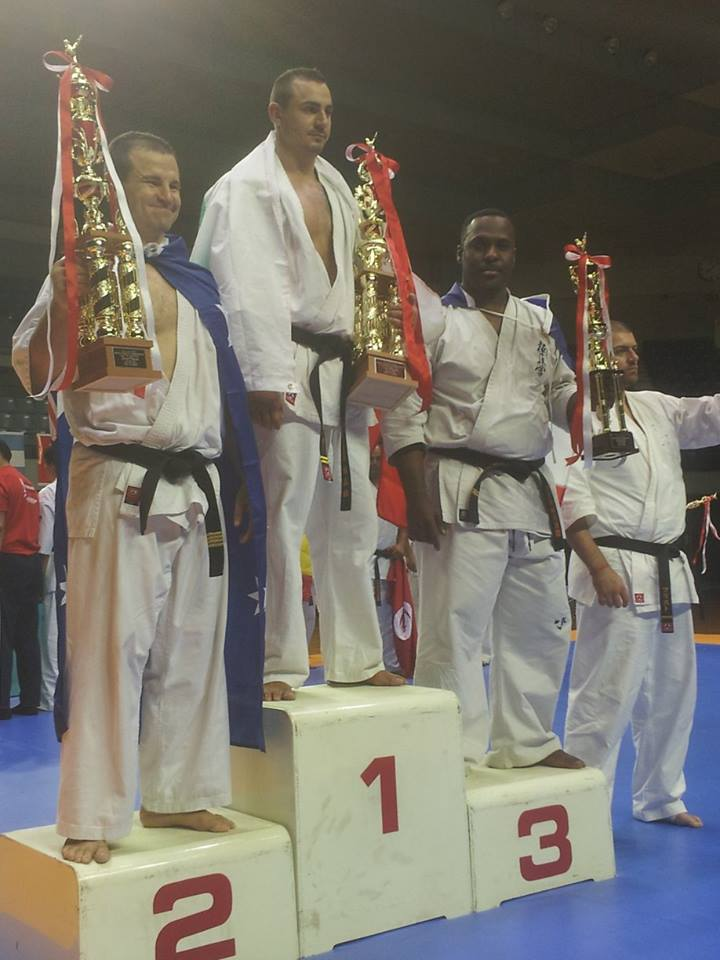
Championnat du monde kyokushinkai WKF à Chiba au Japon en 2014.

En fin d'année 2014, avec ses deux titres européens, Charley Quinol figure parmi les meilleures espoirs de médailles de la délégation française pour le premier championnat du monde de kyokushinkai KWF à Chiba au Japon. il affronte au premier tour en seniors super lourds un Japonais. En quart de finale, il affronte un Norvégien qu'il bat en prolongation sur un score de 3 drapeaux à 0. En demi-finale, le Français tombe sur le multiple champion d'Europe bulgare Petar Martinov. Beaucoup plus grand que Quinol, Martinov joue la distance et enchaîne poings, genoux et jambes, prenant peu à peu l'ascendant, mais le Français rétablit l'équilibre dans les trente dernières secondes. Finalement, le Bulgare s'impose après deux prolongations, sur décision à la balance .

## Club: Raion Fighters Kyokushin (R.F.K)
Formé au « Cercle Kibukan » par Jean Château mais surtout par le champion du monde poids légers Lucian Gogonel. Il évolue par la suite aux côtés de nombreux futurs champions avant de devenir lui aussi un instructeur pour la rentrée en 2012 au sein du Cercle Kibukan pendant six ans.
Motivé par l’une de ses élèves Pascaline Marguerite, Charley Quinol crée le club « Raion Fighters Kyokushin (R.F.K) ».
Il est l'entraîneur national de l'équipe de France de la Fédéral Kyokushin Organisation Karaté (FKOK), dans laquelle il a remporté tous ses titres.

## Palmarès

### Grades
Charley Quinol est ceinture noire 3e Dan kyokushinkai, ceinture noire 3e Dan Fédération française de karaté (FFK), diplôme d'animateur fédéral (D.I.F), membre de la « team France » de Fédéral Kyokushin Organization Karate (F.K.O.K).

### Résultats
| N° | Périodes | Rang | Championnats                                          | Pays     |
| -- | -------- | ---- | ----------------------------------------------------- | -------- |
| 1  | 2007     | 1er  | Open Shinkyokushinkai (Premesques)                    | France   |
| 2  | 2008     | 5e   | la coupe de France FFK Kyokushinkai                   | France   |
| 3  | 2008     | 1re  | Masters Kyokushinkai d'Evreux                         | France   |
| 4  | 2009     | 3e   | la coupe de France FFK Kyokushinkai                   | France   |
| 5  | 2010     | 2e   | la coupe de France FFK Kyokushinkai                   | France   |
| 6  | 2010     | 3e   | championnat d’Europe par catégorie                    | Romanie  |
| 7  | 2010     | 3e   | championnat d’Europe Open                             | Pologne  |
| 8  | 2013     | 1er  | la coupe de France FFK Kyokushinkai (seniors+)        | France   |
| 9  | 2013     | 1er  | Championnat d’Europe Open Seniors+                    | Pologne  |
| 10 | 2014     | 1er  | la coupe de France FFK Kyokushinkai (seniors+)        | France   |
| 11 | 2014     | 1er  | championnat d’Europe Open Seniors+                    | Grèce    |
| 12 | 2014     | 3e   | championnat du monde kyokushinkai KWF « Super Lourd » | Japon    |
| 13 | 2015     | 1re  | la coupe de France FFK Kyokushinkai (Seniors+)        | France   |
| 14 | 2016     | 1re  | la coupe de France FFK Kyokushinkai (Seniors+)        | France   |
| 15 | 2017     | 1re  | la coupe de France FFK Kyokushinkai (Seniors+)        | France   |
| 16 | 2017     | 1re  | championnat d’Europe Open Seniors+ (Hollande)         | Pays-Bas |
| 17 | 2018     | 3e   | Diamondcup à Anvers en Belgique (Shinkyokushin)       | Belgique |
| 18 | 2018     | 1re  | la coupe d'Afrique kyokushinkai                       | Tunisie  |

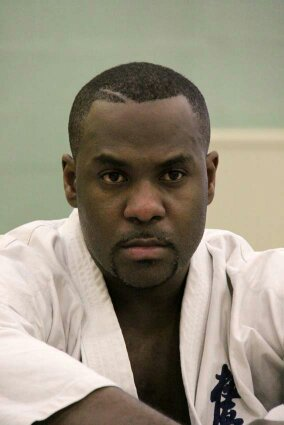
Senseï Charley Quinol

- 2009 : 3e de la coupe de France FFK Kyokushinkai[10],[11].
- 2014 : 1er de la coupe de France FFK Kyokushinkai (seniors+)[12]